# ShoMiz
Gli ShoMiz sono stati un tag team di wrestling attivo in WWE e composto da Big Show e The Miz.
Il duo ha detenuto una volta il World Tag Team Championship e il WWE Tag Team Championship, che in quel periodo erano stati in precedenza unificati formando l'Unified WWE Tag Team Championship.
Il tag team si è sciolto appena dopo aver perso lo Unified WWE Tag Team Championship, con Big Show che ha attaccato The Miz al termine del match.

## Storia
Nella puntata di Raw del 18 gennaio 2010, dopo che Big Show aveva aiutato The Miz attaccando il suo rivale, MVP, Jon Heder ("gues host" di Raw per quella sera) ha sancito un tag team match tra Show e Miz contro la D-Generation X (Triple H e Shawn Michaels).
Nella puntata di Raw dell'8 febbraio Big Show e The Miz hanno preso parte a un triple threat elimination tag team match per lo Unified WWE Tag Team Championship (il World Tag Team Championship e il WWE Tag Team Championship) contro la Straight Edge Society (CM Punk e Luke Gallows) e i campioni della DX: dopo DX ha eliminato la Straight Edge Society, sono stati eliminati da Show e Miz che di conseguenza sono diventati i nuovi campioni. Al pay-per-view Elimination Chamber Big Show ha aiutato The Miz a mantenere lo United States Championship contro MVP e la notte successiva a Raw hanno difeso con successo lo Unified WWE Tag Team Championship contro MVP e Mark Henry. Gli ShowMiz hanno difeso con successo il titolo sconfiggendo anche la D-X nella puntata di Raw del 1º marzo.
Dopo che John Morrison e R-Truth hanno sconfitto i Cryme Tyme (JTG e Shad Gaspard) e la Hart Dynasty (David Hart Smith e Tyson Kidd) nella puntata di SmackDown del 5 marzo per ottenere un match valido per lo Unified WWE Tag Team Championship a WrestleMania XXVI, The Miz ha deriso i nuovi sfidanti nella puntata di Raw successiva, sostenendo che nessuno era abbastanza degno per affrontarli, ma Morrison e Truth li hanno attaccati e hanno sconfitti in match singoli. Gli ShowMiz hanno però difeso con successo il titolo a WrestleMania.
Hanno poi iniziato una faida con la Hart Dynasty nella puntata di Raw del 29 marzo, quando hanno interrotto il discorso di Bret Hart, ma Smith e Kidd sono saliti sul ring in aiuto di Hart e li hanno sfidati a un match non titolato, terminato in countout a favore degli sfidanti. A Extreme Rules, dopo che gli ShowMiz sono saliti sul ring per vantarsi, sfidando chiunque ad affrontarli, il general manager di SmackDown Theodore Long ha annunciato che avrebbero dovuto affrontare tre tag team in successione in un tag team gauntlet match e se qualcuno sarebbe riuscito a batterli, avrebbe ottenuto un match titolato la notte seguente a Raw: dopo aver sconfitto John Morrison e R-Truth e MVP e Mark Henry, sono stati sconfitti dalla Hart Dynasty.
Nella puntata di Raw del 26 aprile hanno perso lo Unified WWE Tag Team Championship contro la Hart Dynasty e al termine del match Big Show ha attaccato The Miz con un Knockout Punch, sancendo la rottura del loro tag team.

## Nel wrestling

### Mosse finali
- Mosse finali di Big Show
  - Chokeslam[18]
  - Knockout Punch (Right-handed knockout hook)[18]
- Mosse finali di The Miz
  - Skull Crushing Finale[19] (Full nelson facebuster)

### Musiche d'ingresso
- I Came to Crank it Up dei Downstait e dei Brand New Spin[20] (22 febbraio 2010–26 aprile 2010)

## Titoli e riconoscimenti
- - World Tag Team Championship (1)[3]
  - WWE Tag Team Championship (1)[4]
  - WWE United States Championship (1)[21] – The Miz